# Медаль «За храбрость» (Северная Македония)
Медаль «За храбрость» (макед. Медал за храброст) — военная награда Республики Северная Македония, вручаемая за проявленную храбрость во время военных операций или чрезвычайных ситуаций при спасении человеческих жизней.

## Описание
Медаль сделана в форме четырёхлучевой звезды с диаметром 55 м, представляет собой стилизованную четырёхлучевую звезду со скрещенными мечами за ней. В поле звезды находятся восемь золотых наконечников (стилизованная Вергинская звезда) вокруг белого кольца, на котором написано «ЗА ХРАБРОСТ». Медаль изготавливается из серебра 925-й пробы с позолотой и тонированной тёплой эмалировкой. Звезде соответствует лента красных и золотых цветов с серебряной каймой: лента изготавливается из шёлка маори. На обороте медали указывается порядковый номер, а также проба серебра и клеймо производителя. У каждой медали есть коробка с соответствующим размером; на крышке коробки с позолотой указывается название медали.

## Основания для награждения
Медаль вручается:
- военнослужащим Вооружённых сил Республики Северная Македония, сотрудникам МВД Северной Македонии и иным лицам за проявленные личные храбрость и самоотверженность при защите территориальной целостности и суверенитета Республики Македония или же при спасении человеческих жизней и материальных ценностей в опасных ситуациях;
- сотрудникам МВД за личные заслуги и выслугу лет при исполнении служебных обязанностей; личное участие в спасении или защите жизни, имущества и здоровья граждан; личное участие в предотвращении нарушения общественного порядка и мира; особые заслуги и вклад в международное признание МВД Северной Македонии

## Кавалеры
- Орце Йордев[макед.] (р. 1972), бригадный генерал ВС Северной Македонии
- Драганчо Войнески (макед. Драганчо Војнески), майор
- Стойче Стоилов (макед. Стојче Стоилов), старший сержант
- Зоран Ристов (макед. Зоран Ристов), старший сержант
- Зоран Трайков (макед. Зоран Трајков), сержант
- Сами Нуредин (макед. Сами Нуредин)
- 46 погибших бойцов Армии Республики Македония (2001 год) — посмертно
- 11 сотрудников миссии АЛТЕА — посмертно
- 32 погибших сотрудника МВД Республики Македония (2001 год) — посмертно
- 8 сотрудников МВД Республики Македония, погибших во время столкновений в Куманове (2015 год) — посмертно[2].